# Evere
Evere je jedna od 19 dvojezičnih općina u Regiji glavnoga grada Bruxellesa u Belgiji. Graniči s općinama Grad Bruxelles, Schaerbeek (Schaarbeek), Woluwe-Saint-Lambert i Zaventem. 

## Povijest
Za vrijeme okupacije 1915. godine, Njemačka je na polju Haren-Evere izgradila hangar za cepeline, kako bi lakše bombardirala London. Poduzeće iz Berlina izgradilo je ovaj ogromni hangar iz kojeg su krenuli cepelini na glavni grad Velike Britanije. Britanci su ubrzo srušili ovaj hangar, ali je Evere nastavio stvarati povijest belgijske aeronautike, jer je ovdje napravljena prva nacionalna zračna luka, gdje je stvorena Sabena. Mjesto je također vrlo važno u povijesti belgijskog vojnog zrakoplovstva.

## Vanjske poveznice
- (fr.)(nizoz.)Službena stranica općine